# Triviale Topologie
Die triviale Topologie, indiskrete Topologie, chaotische Topologie oder Klumpentopologie ist eine im mathematischen Teilgebiet der Topologie betrachtete Struktur für eine Menge, die diese zu einem topologischen Raum macht.

## Definition
Sei {\displaystyle X} eine Menge. Die triviale Topologie auf {\displaystyle X} ist die Topologie, bei der nur die Menge {\displaystyle X} und die leere Menge {\displaystyle \emptyset } offen sind.

## Eigenschaften
Sei {\displaystyle X} ein topologischer Raum versehen mit der trivialen Topologie.
- Alle Punkte in {\displaystyle X} sind topologisch ununterscheidbar.
- Entsprechend der Definition sind nur die leere Menge und die ganze Menge {\displaystyle X} abgeschlossen.
- Der Raum {\displaystyle X} ist kompakt und somit insbesondere parakompakt, lindelöf und lokalkompakt.
- Der Raum {\displaystyle X} ist wegzusammenhängend, denn jede Abbildung eines topologischen Raums nach {\displaystyle X} ist stetig, und somit auch zusammenhängend.
- Die triviale Topologie ist die gröbste aller Topologien auf einer gegebenen Menge, insbesondere ist jede Abbildung von einem topologischen Raum in eine triviale Topologie stetig.
- Die triviale Topologie besitzt alle üblichen Trennungseigenschaften, sofern sie nicht T₀ voraussetzen, und ist pseudometrisierbar durch die Pseudometrik, die beliebigen zwei Punkten den Abstand 0 zuordnet.
- Jeder Filter konvergiert in der trivialen Topologie gegen jeden Punkt, dies charakterisiert die triviale Topologie.